# 박 비비안나
박 비비안나(한국명: 박영, 1928년 9월 1일 ~ 2013년 11월 7일)는 한국계 러시아의 무용수이다. 소련 국립 대학교의 교수를 지냈다. 독립운동가 주세죽의 딸로 2007년에 주세죽에게 수여된 대한민국 건국훈장을 대리 수령하였다.

## 생애
1928년 박헌영-주세죽 부부가 일제의 추적을 피해 다니던 시절 소련의 극동 블라디보스토크으로 망명갔을 때, 기차가 함경북도 청진시를 지날 무렵에 태어났다. 부모가 항일운동과 혁명운동에 참여한 터라 어려서부터 육아원에서 자랐다. 소련 국립민속무용학과 교수로 재직하였으며 빅토르 마르코프라는 러시아인과 결혼하였다. 소련 개방 후인 1991년 박 비비안나의 존재가 대한민국에 알려졌고 같은 해 대한민국을 방문하였으며 대한민국에 살고 있던 이복남동생 승려 원경과 상봉하였다. 이때 박헌영의 고향에서 가져온 흙을 주세죽의 묘비에 뿌려주었다. 주세죽은 고국으로 돌아가기를 희망하다가 러시아에서 사망했고 모스크바에 묻혀 있었다. 2007년 대한민국을 방문하여 주세죽에게 수여된 대한민국 건국훈장을 대리 수령하였다.

## 가계
- 아버지 : 박헌영 (1900년 ~ 1956년)
- 어머니 : 주세죽 (1901년 ~ 1953년)
- 동복남동생 :
- 동복여동생 :
- 이복남동생 : 박병삼 (1937년 ~ 2021년) - 법명:원경